# Gradisca d’Isonzo
Gradisca d’Isonzo (friuli nyelven: Gardiscje, helyi nyelvjárásban: Gardiscja, szlovénül: Gradišče) település Olaszországban, Friuli-Venezia Giulia régióban, Gorizia megyében. Lakosainak száma 6430 fő (2023. január 1.). Gradisca d’Isonzo Farra d'Isonzo, Mariano del Friuli, Moraro, Sagrado, Fogliano Redipuglia, Romans d'Isonzo és Villesse községekkel határos.

## Népesség
A település lakossága az elmúlt években az alábbi módon változott:
| Lakosok száma | 6504 | 6452 | 6430 |
|               | 2017 | 2018 | 2023 |